# درمان جایگزینی نیکوتین
ترک سیگار با چسب نیکوتین (NRT) از نظر پزشکی تایید شده است و برای ترک اعتیاد به سیگار یا جویدن توتون و تنباکو  از آن  استفاده می شود. و در این روش شانس ترک سیگار در حدود 50% تا 70% است. اغلب از آن  همراه با دیگر تکنیک های رفتاری استفاده می شود. NRT برای درمان کولیت اولسراتیو نیز استفاده شده است . انواع NRT شامل پچ چسب، آدامس‌ها، قرص‌ها، اسپری استنشاقی است. استفاده از بیش از یک نوع از NRT در یک زمان ممکن است موجب افزایش اثربخشی شود .